# Паульское
Пау́льское (бел. Паву́льскае; другие названия — Тётча (бел. Цётча), Паулье, Поульское) — озеро в Ушачском районе Витебской области Беларуси. Относится к бассейну реки Дива, протекающей через водоём. Принадлежит к группе Ушачских озёр.

## География
Озеро Паульское находится в 18 км к северо-востоку от городского посёлка Ушачи. По берегам озера располагаются деревни Поулье, Двор-Поулье, Сонькин Рог, Тётча, Городок, Горбатица. Высота водного зеркала над уровнем моря составляет 128 м.
Через водоём протекает река Дива, соединяя его с озёрами Берёзовское и Яново. В озеро впадают ручьи и каналы, в том числе ручей Горбатица (Горбатицкая) из озера Черствятское и ручей из озера Веркудское.
Площадь поверхности озера составляет 8,54 км², длина — 6,4 км, наибольшая ширина — 1,5 км. Длина береговой линии — 25 км. Объём воды в водоёме составляет 26,75 млн м³, площадь водосбора — 652 км². Наибольшая глубина озера — 5,5 м, средняя — 3,1 м. Наибольшие глубины находятся в центральной части озера, ближе к западному и юго-западному берегам.

## Морфология
Котловина озера — подпрудного типа, вытянутая с северо-запада на юго-восток. Склоны суглинистые и супесчаные, преимущественно пологие, распаханные. Их средняя высота составляет 6—8 м, однако на севере и западе достигает 20 м. Местами по склонам попадаются валуны, а поблизости встречаются камовые холмы.
Береговая линия извилистая. В юго-западной части озера имеются два узких залива. Берега водоёма низкие, песчаные, заросшие кустарником, местами заболоченные. Северный и юго-западный берега возвышенные. В заливах вдоль берегов местами формируются сплавины. На северо-востоке и востоке простирается заболоченная пойма шириной 15—25 м.
Подводная часть озёрной котловины плоская. Мелководье узкое, местами расширяющееся вдоль восточных берегов, преимущественно песчаное; в заливах примешивается ил, возле крутых склонов — галька. На глубине дно выстлано слоем кремнезёмистого сапропеля. Запасы сапропеля составляют 21 млн м³, средняя мощность — около 6 м, максимальная — около 8 м. В заливах формируются высокоорганические грубодетритовые сапропели мощностью до 3 м, содержащие до 65 % органического вещества. Присутствует остров площадью 6 га.

## Гидрология
В летнее время водная толща хорошо прогревается и насыщается кислородом, достигая перенасыщения до 120 %. Зимой уровень кислорода в воде падает, а вода разогревается до 4 °C. Однако заморных явлений не происходит, поскольку в месте вытока Дивы озеро не замерзает.
Водоём подвержен эвтрофикации. Минерализация и прозрачность воды летом составляют 200 мг/л и 0,7—1,3 м соответственно, зимой — 250 мг/л и 2,5 м. Реакция воды летом сильнощелочная, зимой близкая к нейтральной.
Проточность озера в первую очередь обеспечивает река Дива, протекающая через озеро в продольном направлении. Расход воды в реке составляет приблизительно 1,5 м³/с.

## Флора и фауна
Озеро существенно зарастает. Тростник, камыш, манник и другие полупогружённые растения образуют полосу шириной до 200 м и распространяются до глубины 3 м. В воде растут рдесты, телорез, в заливах — также кувшинка, кубышка.
Паульское относится к водоёмам с высокой продуктивностью и среднекормной базой. Фитопланктон представлен 62 видами. 99,4 % объёма его биомассы, варьирующегося от 23,12 до 48,4 г/м³, составляют сине-зелёные водоросли. В составе зоопланктона насчитывается 28 видов, объём его биомассы составляет 1,2 г/м³. Зообентос представлен 44 видами (среди которых преобладают хирономиды), объём биомассы — 9,4 г/м².
Озеро богато рыбой и раками. Ихтиофауну представляют лещ, судак, щука, язь, окунь, плотва, густера, карась, краснопёрка, линь. Неоднократно проводилось зарыбление угрём и сазаном.

## Экологическая обстановка
В озеро попадают загрязнённые болотные воды из системы мелиорационных каналов. Распашка близлежащих территорий провоцирует дополнительное поступление минеральных и органических загрязнителей.

## Достопримечательности
На берегах водоёма обнаружены древние стоянки человека.
В окрестностях озера Паульское в XVI веке располагалось укрепление Замок Красный.